# Comité européen sur la population
 (octobre 2012).
 (janvier 2018).
Si vous disposez d'ouvrages ou d'articles de référence ou si vous connaissez des sites web de qualité traitant du thème abordé ici, merci de compléter l'article en donnant les références utiles à sa vérifiabilité et en les liant à la section « Notes et références ».
Le Comité européen sur la population a été mis en place dans le cadre du Conseil de l'Europe. Ce comité a pour fonction d’étudier l’impact des changements démographiques, l'évolution de la constitution de la famille, le vieillissement de la population, les migrations...

## Présentation
Le Comité européen sur la Population est un comité intergouvernemental mis en place dans le cadre du Conseil de l’Europe. Il a travaillé durant 30 ans et a fourni de nombreuses analyses et de multiples données démographiques aux responsables politiques européens. Le Comité sur la Population a acquis une réputation certaine pour avoir apporté de nombreuses réponses aux responsables politiques, qui s’interrogent de plus en plus sur la relation entre changements démographiques et politiques sociales et économiques. 

## Présidence du Comité
- Charlotte Höhn